# Журко, Артём Валерьевич
Артём Валерьевич Журко (бел. Арцём Валер’евіч Журко; род. 8 апреля 2003, Минск) — белорусский футболист, полузащитник.

## Карьера
Воспитанник клуба «Энергетик-БГУ». В 2019 году стал выступать за дублирующий состав. В начале 2021 года стал привлекаться к играм с основной командой. Дебютировал за клуб 13 марта 2021 года в матче против «Сморгони». Затем снова отправился выступать за дубль. Первый матч в сезоне 2022 года за основную команду сыграл 2 октября в матче против «Минска». По итогу сезона 2022 года стал серебряным призёром Высшей Лиги.

## Международная карьера
В январе 2020 года футболист вместе со сборной отправился выступать на Кубок Развития. В финале турнира футболист вместе со сборной одержал победу в серии пенальти против Таджикистана.

## Достижения
Сборные
 Беларусь (до 17)
- Обладатель Кубка Развития — 2020